# 講道館

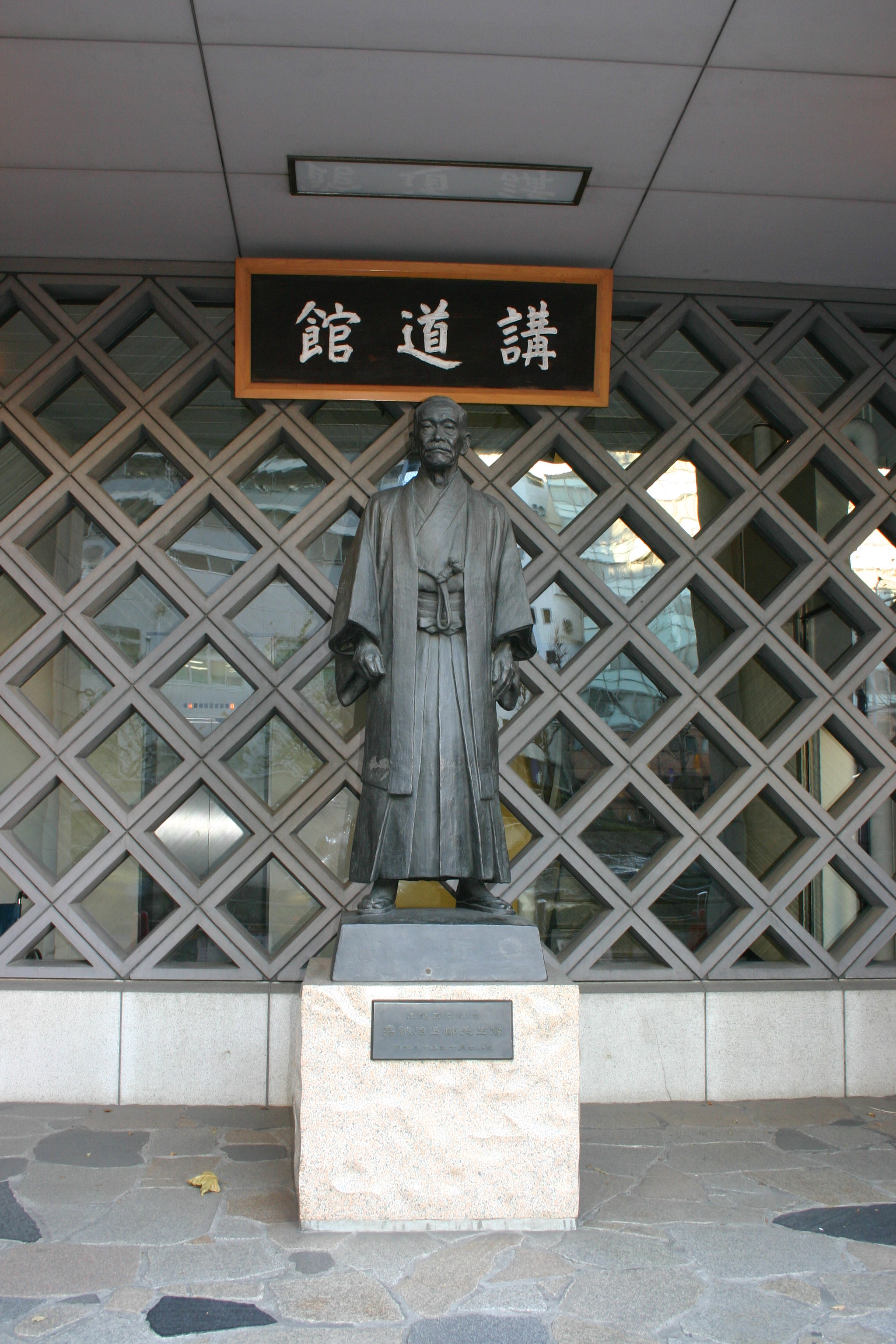
講道館正面にある嘉納治五郎像

公益財団法人講道館（こうえきざいだんほうじんこうどうかん）とは、柔道家であり、教育家でもある嘉納治五郎が興した柔道の総本山。

## 概要
1882年（明治15年）5月に嘉納治五郎によって創設され、1909年（明治42年）に財団法人となり、段位の発行、大会開催、講習会、機関誌の発行、書籍の刊行など柔道普及のための諸活動を行っている。2012年（平成24年）4月1日より公益財団法人に移行した。本館5階に全日本柔道連盟事務局が置かれている。

## 歴史
1882年（明治15年）、嘉納治五郎が東京下谷北稲荷町の永昌寺にて創立。人の道を講ずるところという意味で「講道館」と名付けられた。わずか12畳の道場で弟子の富田常次郎と稽古を始め、樋口誠康、西郷四郎ら数人がそれに加わった。翌年、南神保町、上二番町と移転し、1884年には五か条からなる入門誓文帳が作成され、富田を筆頭に門弟らが署名と押印した。このとき西郷が印鑑の代わりに血判を押したことから以降署名と血判が伝統となった。富田と西郷ら高弟はのちに講道館四天王と呼ばれた。同年、鏡開式・寒稽古・月次勝負・紅白勝負などの諸行事も始まった。
1886年に富士見町に移転し、翌年、柔の形・固の形が制定される。その後も1889年に本郷真砂町、1891年に二番町、1893年に下富坂町と移転を続け、1894年についに講道館大道場を落成した。この間に、分場として伊豆韮山に講道館韮山分場、江田島海軍兵学校に講道館江田島分場、京都に講道館京都分場、熊本市内に熊本講道館が設けられた。1901年には大羽久子（のちの桜蔭高等女学校校長・宮川ヒサ）を初の正式な女性入門者として許可した。
1958年（昭和33年）に東京都文京区春日1-16-30に移転し、現在に至っている。また大阪にも支部がある（「講道館大阪国際柔道センター」大阪市城東区永田4-15-11）。
体の弱かった嘉納治五郎は投技に優れた天神真楊流柔術を福田八之助、磯正智に学び、後に捨身技中心の起倒流柔道を飯久保恒年に学んだ。天神真楊流と起倒流に存在した乱捕技を整理、体系化を図り、「道」は根本で「術」はその応用である、という考えから「術」ではなく「道」を講ずるところとして、名称を「柔術」から「柔道」と改めた。
　
柔術の技術伝授の制度も改めて段級制を採用、段位制は囲碁、将棋から取り入れたとされる。柔道に関する研究は、嘉納治五郎が1932年（昭和7年）から講道館医事研究会を組織し医学的課題にも取り組んだ。戦後、研究会は1948年（昭和23年）に講道館柔道科学研究会と改称し科学的研究に着手した。研究の成果は『講道館柔道科学研究会紀要』として刊行されている。

世界の柔道の統括団体である国際柔道連盟も、規約第1条で、「嘉納治五郎によって創設された心身の教育システムであり、かつオリンピック種目としても存在するものを柔道と認める」と規定している。初代国際柔道連盟会長は嘉納履正であった。また、嘉納行光第4代館長はアジア柔道連盟会長を務めた。

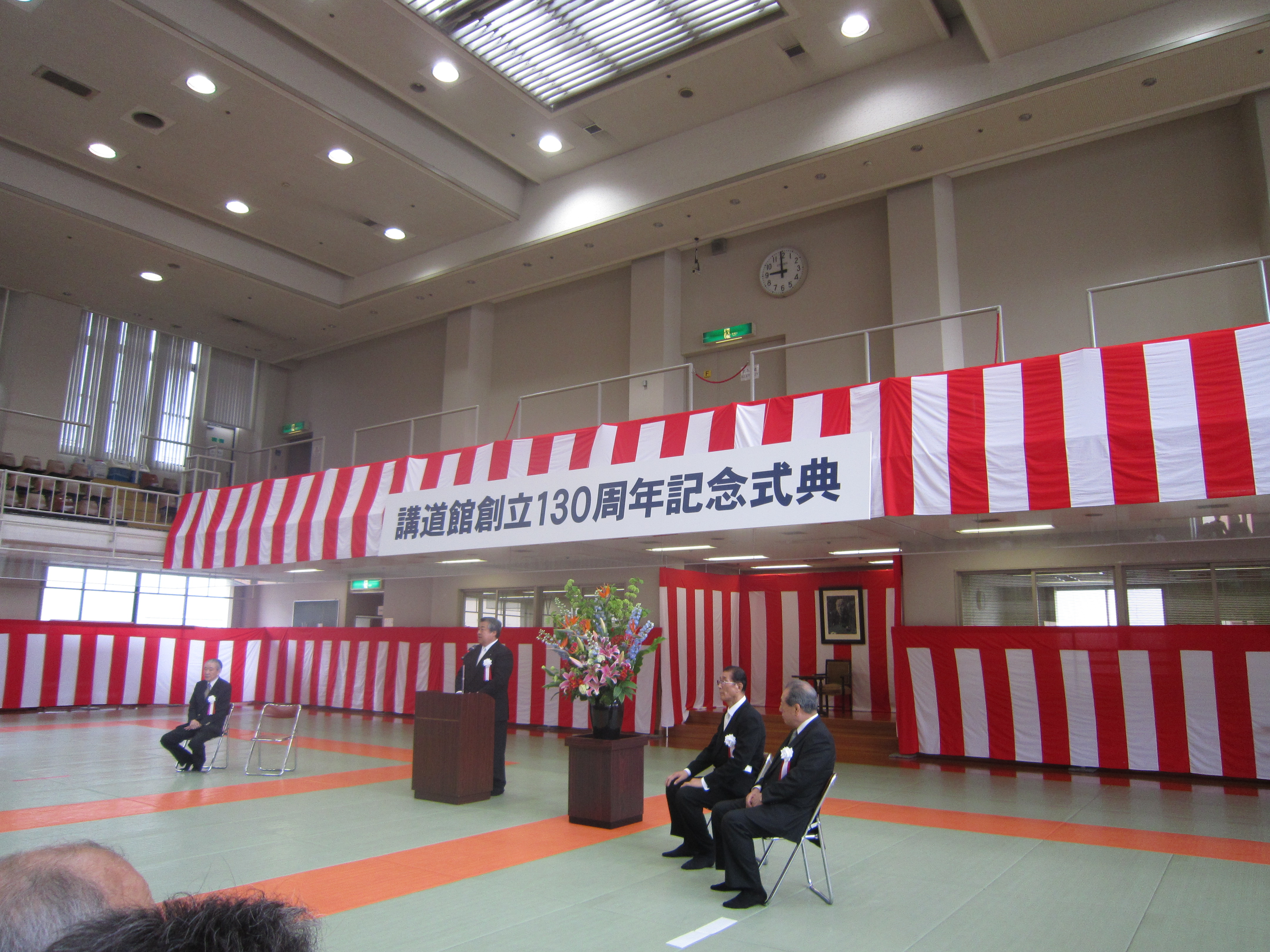
講道館創立130周年記念式

独自の伝統行事として、館内では、1月に寒稽古を7月に暑中稽古をそれぞれ10日間行っている。2・3・4・5・7・8・9・11・12月は、月例の月次（つきなみ）試合、6・10月には紅白試合が行われている。夏季は夏期講習会二部、一部（形）、女子柔道、少年柔道などが集中して開催されている。
試合については、4月の全日本柔道選手権大会、10月の全日本柔道「形」競技大会、11月の講道館杯全日本柔道体重別選手権大会、12月の嘉納治五郎杯東京国際柔道大会（のちのグランドスラム・東京）などが全日本柔道連盟との共催で行われている。
講道館の初段に合格すると地方在住者も門人となるが、6段以上の高段者に限っては講道館は名簿を発行している。
戦前・戦中は剣道の修道学院、有信館、空手の松濤館、大日本武徳会の武道専門学校（武専）とともに武道総本山として知られた。占領期にはGHQにより制約を受けた。

### 歴代館長
- 初代館長は嘉納治五郎（1882-1938）
- 第2代館長は南郷次郎（嘉納治五郎の姉の子、海軍少将）
- 第3代館長は嘉納履正（嘉納治五郎の次男、全日本柔道連盟（全柔連）初代会長 1946-1980）
- 第4代館長は嘉納行光（1980-2009）（嘉納履正の子・嘉納治五郎の孫で全柔連2代会長）と、嘉納家の人物が代々継承してきたが、高齢などにより2009年4月に退任し、名誉館長となった。
- 第5代館長は上村春樹で、嘉納家以外で初めて就任した。第21回夏季オリンピックモントリオール大会重量級日本代表で、金メダリストである。ほぼ同時期に全日本柔道連盟会長にも就任した。

## 機関紙
機関誌は1898年（明治31年）に「国士」として刊行を開始してから、「柔道」「有効乃活動」「大勢」「柔道界」「作興」「柔道」と改称して刊行されている。

## 歴代十段位者一覧
※　太字は存命中の人物
| 代 | 氏名       |
| -- | ---------- |
| 1  | 山下義韶   |
| 2  | 磯貝一     |
| 3  | 永岡秀一   |
| 4  | 三船久蔵   |
| 5  | 飯塚国三郎 |
| 6  | 佐村嘉一郎 |
| 7  | 田畑昇太郎 |
| 8  | 岡野好太郎 |
| 9  | 正力松太郎 |
| 10 | 中野正三   |
| 11 | 栗原民雄   |
| 12 | 小谷澄之   |
| 13 | 安部一郎   |
| 14 | 醍醐敏郎   |
| 15 | 大沢慶己   |

※ 女子柔道家の福田敬子は講道館の認定段位としては九段（2006年授与）であるが、2011年の夏に米国柔道連盟から独自の十段を授与されている。

## 柔道殿堂
十段
- 安部一郎[11]
- 飯塚国三郎
- 磯貝一
- 大澤慶己[11]
- 岡野好太郎
- 栗原民雄
- 小谷澄之
- 佐村嘉一郎
- 正力松太郎
- 醍醐敏郎[11]
- 田畑昇太郎
- 永岡秀一
- 中野正三
- 三船久蔵
- 山下義韶

九段
- 徳三宝

八段
- 横山作次郎

七段
- 富田常次郎
- 宗像逸郎

六段
- 西郷四郎
- 広瀬武夫
- 湯浅竹次郎

## 柔道技法の思想と歴史

### 武術としての柔道（勝負法）
今日周知されているような体育としての柔道観、人間教育としての柔道観以上に、嘉納治五郎の柔道観は元々幅の広いものであった。嘉納は柔道修行の目的を「修心法」「体育法（練体法、鍛錬法とも言う）」「勝負法（護身法とも言う）」（時に「慰心法」を含む）とし、柔道修行の順序と目的について、上中下段の柔道の考えを設けて、最初に行う下段の柔道では、攻撃防御の方法を練習すること、中段の柔道では、修行を通して身体の鍛練と精神の修養をすること、上段の柔道では終極的な目的として下段・中段の柔道の修行で得た身体と精神の力（心身の力＝能力・活力・精力）を最も有効に使用して、世を補益することを狙いとした。武術としての柔術（勝負法）をベースに、体育的な方法としての乱取り及び形（体育法）、それらの修行を通しての強い精神性の獲得（修心法）を同時に狙いとしていた。
その一方で嘉納は武術としての柔道について「まず権威ある研究機関を作って我が国固有の武術を研究し、また広く日本以外の武術も及ぶ限り調査して最も進んだ武術を作り上げ、それを広くわが国民に教へることはもちろん、諸外国の人にも教へるつもりだ」との見解を述べており、研究機関を作り世界中の武術を研究して最も進んだ武術を拵えたいとの考えも持っていた。

#### 勝負法の乱取り
嘉納は柔道に柔術のもつ武術性を求めていたが、しかし勝負に効き目ある手（当身技）が危険であり教えることが難しいため、従来の柔術諸流派の修行法と同じ様に「専ら形に拠って練習」 しなければならぬとした。しかし形だけではなく、そこから先へと進めた、当て身を含む乱取りも工夫すべきという考えを嘉納は早くから持ち続けた。
1889年の講演「柔道一班並二其教育上ノ価値」の中において、嘉納は当身を含み対処する柔道の「勝負法の乱取り」の可能性、構想について述べている。「初めから一種の約束を定めていき又打ったり突いたりする時は手袋の様なものをはめてすれば、勝負法の乱捕も随分できぬこともない。形ばかりでは真似事のやうで実地の練習はできないから、やはり一種の乱捕があったほうがよい。」とし勝負法の技を実演している。
その際、勝負法の形のうちから簡単な技として５つほど、
- 対手が右の手で打ってくるのを捌き対処し腰で投げる。
- 対手が右の手で打ってくるのを捌き対処しその手先を捕り捩り対手を縛る。
- 対手が突いてくるのを捌き対処し対手が引いたのを入り込んで咽喉を絞める。
- 対手が横から打ってくるのを捌き対処し咽喉を絞めるなり急所に当てなりする。
- 対手が蹴ってくるのを足先を捕り捌き対処し投げる。または固める。

を実演し、またその上に種々込み入った手があり大抵の場合に応ずることを目的とするものであることを説明する。

#### 古武道研究会
嘉納は古流柔術の定義について「無手或は短き武器を持って居る敵を攻撃し又は防御するの術」とし、柔道の修行・技術についても「その修行方法は攻撃防御の練習によって身体精神を鍛錬修養し斯道の真髄を体得することである」「攻撃防御の練習、柔道でいう攻撃は、便宜上、投、固、当の三種に分けることとしている。投とは場合場合でいろいろの動作をして対手を地に倒すことをいい、固とは絞業、関節業、抑業の区別はあるが、要するに対手の体躯、頸、四肢などに拘束を加えて動けなくしまたは苦痛に耐えられぬようにすることをいい、当とは手、足、頭、時には器物または武器をもって対手の身体の種々の部分に当て苦痛を感じしめ、または死に至らしめることをいうのである。そうして防御とはこれらの攻撃に対して己を全うするために施すいろいろの動作をいうのである。」 と述べている。柔道の当身の中に武器術、対武器術の概念を含むことを述べている。
嘉納は理想の柔道教師の条件として、「無手は勿論、棒、剣を使う術においても攻撃防御の術に熟練し、勝負上の理論も心得、同時に体育家として必要な知識を有し、且つその方法にも修熟し、また教育家として必要な道徳教育の理論にも通暁し、訓練の方法にも達し、のみならず柔道の原理を社会生活に応用する上において精深なる知識を有し、方法をわきまえている」 人物としている。嘉納の理想としての柔道の攻撃防御の修行には無手のみではなく武器術を含むものであったことが窺える。
また嘉納は1926年（大正15年）、当時の機関誌「作興」に、「武術としての柔道は無手術はもちろん、剣術、棒術、槍術、弓術、薙刀その他あらゆる武術を包含する」と書き、「剣術、棒術はいずれも価値あるものと認むるが、剣術の試合の練習はすでに世間に普及しているから、差し当たり無手術の他には剣術および棒術の形をするつもりである」と述べている。
嘉納はそのような修行形態を再試行する目的で、1928年（昭和3年）に講道館内に「古武道研究会」を立ち上げ、柔、剣、棒、杖術等の古い武術の保存と新たな武術の創作と柔道としての体系化への研究に進んでいる。
参加メンバーの望月稔は、古武道研究会について「武術が殺傷の技術であったのに対し、武道は青少年の体育、徳育、知育に志向した教育手段として近代化されたものである。従って技術的には殺傷の技としては有効であっても、体育的には不適当と見做された多くの技が全て淘汰されてしまった。嘉納治五郎先生は大正の末期から、之に対する再検討に入られて、当時既に消滅に瀕していた古流武術の保存に力を入れられたのである」 と述べている。

#### 講道館棒術
古武道研究会が設立されると共に、「一般の者が武器を携えていないような時代では、無手でできる武術が一番価値があるが、杖やステッキや傘などの得られやすい物を武器として攻撃防御できることが次に価値がある」という嘉納治五郎の考えのもと、講道館棒術が講道館において学ばれる。香取神道流の玉井幸平、椎名市蔵、伊藤種吉、久保木惣左衛門や、神道夢想流の清水隆次などを聘し師とし体系化に臨んだ。嘉納は講道館柔道の一部門として講道館棒術の大成、広く全世界への普及を考えていた。

#### 二代目講道館館長南郷次郎の理想
嘉納治五郎の死去（1938年5月4日）後、嘉納の甥であり、海軍軍人でもあった南郷次郎が二代目講道館館長に就任（1938-1946年）した。
教育者であった嘉納の理想としてあった武術と体育と教育と社会貢献の融合に対して、南郷次郎は、特に嘉納の武術論を継承した。
生前、嘉納は武術としての柔道という観点でボクシング、唐手、合気柔術、棒術、レスリングといった多くの武術を研究しその必要性を説き、講道館の創立50周年を迎えた1932年（昭和7年）には以下のように述べている。
「柔道はその本来の目的から見れば、道場に於ける乱取の練習のみを以て、満足すべきものでないといふことに鑑み、形の研究や練習に一層力を用ひ、棒術や剣術も研究し、外来のレスリングやボキシングにも及ぼし、それ等の改良を図ることに努めなければならぬ」」。
南郷の武道技術論においては、いずれも柔道の武術性が重視されているが、そこには南郷自身が軍人としてあったアイデンティティに加え、当時日本における戦時体制下の緊張感があった。

##### 空想に非ざる近き理想
南郷館長就任披露晩餐会において南郷次郎は「空想に非ざる近き理想」を語り、そこでは柔道の将来に対する抱負を7点次のように挙げた。
1. 「柔道による精神教育」
2. 「最優秀者、最強者の養成」
3. 「少年柔道の向上と普及」
4. 「講道館柔道以外の各種徒手術の長所を包容研究する事」
5. 「相当離隔せる位置より相手を制するに至るまでの技能を研究錬磨」すること
6. 「近代の武器、服装に対応する柔道の技を研究する事」
7. 「楽な気持で柔道を楽しみたいと考へられる人々」のために「講道館内に或はクラブを設け」ること

##### 故嘉納治五郎慰霊祭での奉納演武
また、故嘉納治五郎の慰霊祭での奉納演武が行われた際には、講道館において制定されていた形の演武に加えて、1939年（昭和14年）に行われた嘉納の没後一年祭においては嘉納生前から行われていた講道館棒術を、また1941年（昭和16年）の三年祭では28組の他流派の演武、1943年（昭和18年）の五年祭では6組の他流派の演武が行われている。嘉納が生前行っていた各種武術の研究は、その後も講道館で継続された。

##### 武道振興委員会の答申と形研究会
戦時期の1939年（昭和14年）12月設置の武道振興委員会（政府諮問機関）が、1940年（昭和15年）7月30日に提出した答申では、武道の戦技化が謳われた。南郷は武道・武術の国家統制からの民間の武道団体の自立を主張しながらも、それに対応する形で南郷の指示により同年中には講道館に「形研究会」が開設かれた。そこでは柔道だけでなく様々な武術の専門家22名が委員として招かれた。接近した間合における柔道の武術性に自信を持つ南郷は、離隔の間合の技術も研究すべきと考え、近い間合での乱取、離隔の間合での形を不偏に稽古すべきと主張した。
南郷は、柔道の技術体系が「対手に近接して之れを制御する武術であり、一度対手に近接することを得れば、柔道ほど有効にして且つ優秀なる武術はないと断言することが出来る」と、互いに組み付くことが可能な接近した間合での柔道の武術としての優秀性に自信を示す。
それをふまえた上で「離隔」概念を導入し、離れた間合から相手を制御する技術が必要であることを説いた。
「柔道を武術として大成せしめるにはどうしても相当離隔せる位置より相手を制するに至るまでの技能を研究錬磨しなければならない。離隔には剣あり鎗あり弓あり長刀あり、又ボクシングあり唐手あり、之等に対する離隔より接触への過程を研究し得て始めて柔道は武術としても天下無敵たり得るのであつて、この点は今後益々研究錬磨につとめなければならないのであると考へる」。

##### 「形研究会」の成果
1941年（昭和16年）夏、講道館の指南役ら最上級指導者を委員とした「離隔態勢の技」の研究委員会が発足し、1942年（昭和17年）、富木謙治が、南郷講道館長の与えた課題に答えて「柔道に於ける離隔態勢の技の体系的研究」を発表し、当身による攻撃にも対応し、加えて近代化の課題（安全性）とも調和する、いわば総合柔道の基本構想と方法を示した。富木はその中において「基本の形」を発表する。基本の形は第一教の当技3本、第二教の抑技2本、第三教の極技3本、第四教の転廻技2本、第五教の後技2本の5種類に分類される。
富木は、日本武道の根本原理は、剣道の「剣の気」と柔道の「柔の理」の二つにあるとし、研究を進めていく。戦後の1956年（昭和31年）に完成した「護身術の形」（講道館護身術）は、「嘉納が重視した武術・護身としての価値観（すなわち勝負観）を純粋に継承したものと位置づけることができる」と指摘される。
また、1943年（昭和18年）、女子柔道護身法が発表される。
なお、1943年5月に三船久蔵は、新たに研究中の護身術を部分的に紹介、「無手、短刀、大刀、銃剣等に対する新しい防禦法、といふよりは積極的な攻撃」を内容としたとされているが、これについての詳細は現状わからず、戦前にまとまった著述を残した委員は少ない。

#### 離隔態勢の柔道
嘉納亡き後も、嘉納の求めた「離れて行う柔道」の試行は第2代講道館館長の南郷次郎や望月稔や富木謙治などに引き継がれ、1942年に南郷次郎館長時代に講道館において「柔道の離隔態勢の技の研究委員会」が設置されている。中でも富木謙治による離れて行う柔道の当身と立ち関節を主体とする「離隔態勢の柔道」の研究は、講道館護身術や合気道競技（柔道第二乱取り法）などとしてまとめられることになる。
富木謙治は、嘉納治五郎の遺した言説から、古流柔術各流派、合気柔術（合気道）、また剣術（剣道）を包括する嘉納の『柔道原理』を分析する。また柔道の技を、従来の乱取で行われる組む技（第一部門）「投技」・（第二部門）「固め技」と、従来の形で行われる（打・突・蹴や武器に対峙する）離れた技（第三部門）「当身技」・（第四部門）「（立ち）関節技（手首関節や肘関節を捕っての立ち関節技や居取り技の投げや固め）」、の4種に再度分類し、「投技」・「固め技」の従来の乱取に対して、「当身技」・「関節技」によって行われる柔道の第二乱取法を提唱する。
富木は、嘉納の帰納した古い各流柔術に一貫する基本術理としての「柔道原理」を、「自然体の理」、「柔の理」、「崩しの理」の3つにまとめ、攻防の理論として、また「投技」「固め技」「関節技」「当身技」のわざをそれぞれの状況に当てはめる。
1. 「攻防」に即応する、自在な姿勢の取り方として『自然体の理』 （変幻自在、臨機応変に、且つ「不動心」や｢心身一如｣「動静一如」の禅の心法に通じる「無構え」の思想）
2. 「防御」の立場で、相手の攻撃を無効にする柔らかい働きかけとして『柔の理』 （「不敗の理」の柔軟な体の運用）
  1. 「組んで」相手の力を流す
  2. 「離れて」相手の斬突をかわしうける
3. 「攻撃」の立場で、相手の姿勢のバランスを崩して勝機を「つくる」『崩しの理』 （古流柔術の技の本質・中心技法としての「倒すこと」と｢抑えること｣）
  1. 「組んで」相手の襟・袖（着物、服、又は手や首、胴、脚など）をつかんで崩す
  2. 「離れて」相手のあご・肘・手首に触れて崩す

- 相手の手首または前腕をつかむことによって、特にそのつかんだ腕をひねることによって相手の「姿勢」を崩す場合。「関節技」
- 相手の体、特に顔面に力を加えることによって相手の姿勢を「崩す」場合。「当身技」

崩しの理において富木は｢つくり｣と｢かけ｣をそれぞれ重視する。またその中で富木は、柔術における「「わざ」の大目的は「倒すこと」と「抑えること」の二つに帰することが出来る」とし、柔道の第一乱取、第二乱取のそれぞれの技の分類に当てはめる。
「倒すこと」の練習
- 第一の場合
組みついてからかける「わざ」の練習であって、主として、お互いが襟・袖（着物、服、又は手や首、胴、脚など）に組みついて、足や腰のはたらきによる「わざ」を練習する。（腰技、足技など投技）
- 第二の場合
離れて相手の打・突・蹴や武器の斬突を防ぎながらかける「わざ」の練習であって、主として、手刀（広義）のはたらきによる「わざ」を練習する。（当身技）
倒すときに腕手首をとる。（関節技）

「抑えること」の練習
- 第一の場合
寝技に属する「わざ」の練習であって、主として、相手を仰向けの姿勢に抑えることを練習する。（固め技）
- 第二の場合
「座技」（柔道形における居取り技）に属する「わざ」の練習であって、主として、相手を「うつ伏せ」の姿勢に抑えることを練習する。（関節技）

なお、富木は「当身技には二つの性格がある」、「一撃必殺の打・突・蹴の威力を発揮するもの」で「拳・手刀・肘・足などの鍛錬に重点を置く」（衝撃的破壊的なもの）、「相手の姿勢の「崩れ」に乗じて、一点の力の働きで相手を「倒す」」もの（柔らかい力の働きであるが、加えた力が持続的であることによって相手を「倒す」ことが出来る）があり、「「当身技」における二つの性格の相違は、その練習方法においても根本的に異なる」と説明する。
また、富木は嘉納の言説における、「『柔道原理』で剣を使えば剣術となり、槍を使えば槍術となる」の思想から、「「柔道原理」の中には「剣道原理」も吸収されていることを意味する」とし、
1. 目付
2. 間合
3. 刀法

を基とする「手刀」法の働きを持っても「柔道原理」を分析する。
富木は「柔道原理」の手刀法として、「相手の打・突・蹴や武器による斬突を、刀法の術理で防御するばかりでなく、相手が自分に「組み」つこうとするのを瞬間的にそれを止める働き、また、「組み」つかれてから、それを「離脱」するはたらきなど、すべて広い意味での「手刀」の働き」とした。

#### 巨人に対する技術の研究
神田久太郎九段は「巨人に対する技術の研究」として、古流柔術各流派の中にあった「自分より大きい対手を組む前に投げる技」として「各流派の文献を見たり古流の先生方に聞いたりし」研究を進め、朽木倒し、双手刈りといった脚掴み技として整備し乱取技として完成させ、嘉納治五郎に認められ正式に柔道技に採用された。また脚掴み技踵返は三船久蔵が編み出した技とされている。

### 当身技と体育

#### 精力善用国民体育
嘉納治五郎の体育と当身技を合わせた論考は、1909年（明治42年）7月発行『中等教育』掲載の小論「擬働体操について」にある四方蹴と四方当についての記載や、『柔道概説』（1913年・大正2年） などと続き、昭和期に入ってからは「攻防式国民体育」（1927年・昭和2年）として精力善用国民体育の形が発表され、『精力善用国民体育』（1930年・昭和5年）や『柔道教本』（1931年・昭和6年）等も併せて昭和2年から6年の間に発表された一連の著作で夥しい言及がなされている。
研究成果は「精力善用国民体育の形」（単独動作・相対動作）としてまとめられたが、この形の制定理由について、嘉納治五郎は「私がこの国民体育を考察した理由は、一面に今日まで行われている柔道の形・乱取の欠陥を補おうとするにあるのだから、平素形・乱取を修行するものも、そこに留意してこの体育を研究もし、また実行もしなければならぬ」（昭和6年）と述べ、従来の講道館柔道の稽古体系に不足していた点を補う目的があったと述べている。
精力善用国民体育の形には、単独動作と相対動作がある。下記の形は1930年発行の嘉納治五郎『精力善用国民体育』による分類であるが、時期によって分類の仕方に多少の差異がある。
単独動作：
- 第一類：五方当（前斜当、横当、後当、前当、上当）、大五方当（大前斜当、大横当、大後当、大前当、大上当）、五方蹴（前蹴、後蹴、前斜（左右）蹴、前斜（左右）蹴、

高蹴）。
- 第二類：鏡磨、左右打、前後突、上突、大上突、左右交互下突、両手下突、斜上打、斜下打、大斜上打（甲乙）、後隅突、後打、後突前下突。

相対動作：
- 第一類：居取（両手取り、振り放し、逆手取り、突掛け、切掛け）、立合（突上げ、横打ち、後取り、斜突き、切下し）。
- 第二類：柔の形（突出、肩押、肩廻、切下し、片手捕、片手上、帯取、胸押、突上、両目突）。

また嘉納治五郎は「精力善用国民体育」が「攻防式国民体育」と「舞踊式国民体育」の二種によって構成されること、未完成で研究途中であった「舞踊式」の完成を図っていることを語っている。

#### 精力善用国民体育に対する空手界からの主張
また、この形に使用されている当身技、第一種攻防式の単独動作(基本練習)の当身技については、嘉納治五郎の唐手（のちの空手）研究の成果によるものとの空手界からの指摘がある。
1922年（大正11年）5月、船越義珍は文部省主催の第一回体育展覧会に唐手を紹介するために上京。その第一回体育展覧会における唐手の演武の実現は船越からの頼み込みを受け、その同郷の先輩であった東京高等師範学校教授の金城三郎の懇願を通して、当時大日本体育協会名誉会長として本大会主催者であり東京高等師範学校前学校長であった嘉納治五郎の斡旋により実現したものであった。
同年6月、嘉納は船越を講道館に招待して、唐手演武を参観した。その際全ての演武が終了すると、嘉納は師範席から立ち上がり、「形」の運足法や組手形の要領について鋭い質問した。当時、講道館には柔術や拳法の家系や流派出の専門家も沢山おり質問も専門的なものであった。船越と共に唐手の演武を行った儀間真謹は嘉納の質問の鋭さ、具体性に舌を巻きその際の緊張感について述懐している。
嘉納が唐手に興味をもったきっかけは、1908年（明治41年）、沖縄県立中学校の生徒が京都武徳会青年大会において、武徳会の希望により唐手の型を披露としたときであったとされ、このとき「嘉納博士も片唾を呑んで注視してゐた」という。
また、1911年（明治44年）、沖縄県師範学校の唐手部の生徒6名が修学旅行で上京した際、嘉納治五郎に招かれて講道館で唐手の演武、形の解説、板割りなどを行った。このときも「柔道元祖嘉納先生をして嘆賞辟易せしめた」という。これは船越が上京する11年前の出来事であった。また、嘉納が沖縄を訪問した際には、本部朝基を料理屋に招いて唐手について熱心に質問するなど、唐手に対して並々ならぬ関心を抱いていた。
嘉納は、「乱取だけでは、当身の練習ができぬ」と述べ、当身技を研究した。講道館で唐手演武をした儀間真謹によれば、「この形（精力善用国民体育の形）の中には、沖縄唐手術の技法が随所に用いられている」と指摘し、その研究成果は精力善用国民体育の形としてまとめられた、と考えている。
ただし、嘉納が1909年（明治42年）に発表した「擬働体操」には竪板磨、四方蹴、四方当など、精力善用国民体育の形に含まれる鏡磨、五方蹴、五方当の原型とも考えられる動作が既に紹介されている。
なお、嘉納の船越義珍、本部朝基、宮城長順、摩文仁賢和等への接近やその上京への斡旋、協力などを通し、1934年（昭和9年）には唐手の名称改め空手は嘉納の斡旋によって大日本武徳会の柔道部門への入部が認められることになる。空手の本土における上陸、全国的な普及活動の糸口となったのが講道館での演武会であり、それが近代空手道の出発点となる。

### 体育としての柔道（体育法）
日本伝講道館柔道の創始者である嘉納治五郎は、武術に教育的価値を見出し整備した武道のパイオニアであり、武術家としてその実績から「維新以降百年の柔術界の最高の偉人」 と評される武術・柔術界の第一人者であった。
それと共に、教育界における教育者としての観点からも、若くして学習院大学教頭や東京高等師範学校（のちの東京教育大学を経て筑波大学）校長などを歴任し、旧制灘中学校の設立にも尽力した。
また体育面・日本体育における観点においても「日本体育の父」、「教育上、体育を尊重し、体育の地位の向上をせしめたる卓見と努力は、他に比較すべき人を見ない」 と言われるように卓越した見識を持ち、アジア初のオリンピック委員、大日本体育協会初代会長などの実績からも見られるように、嘉納は武術家・武道家としての面以外にも教育者としても卓見であり、また西洋の他の格闘技や体育・体操・スポーツへの知識、造詣も深くあった。

#### 体操伝習所答申
嘉納が古流柔術の修行を修め、柔道が創始された明治初期の日本では、一刻も早く欧米列強に肩を並べ対峙できるよう近代化を推し進めることが至上命令とされ、「富国強兵」「殖産興業」というスローガンによって強い国家を構築することが重要な国策となっていった。国民の「体力の向上」が国家的課題となり、それは教育界においても、いわゆる「国民体育」の概念の下で身体鍛錬が重視され、そのための具体的な内容と方法が模索され続けた。
学校教育では、体育が実施されるようになり、その中心教材には欧米に倣って西洋式の体操が位置づけられた。医学・生理学に根拠を持つ体操を採用した文部省では、体操を万能とする体育観が支配的となった。
明治10年代頃から国内の学校教育の場への武術の正科採用を推す声が武術家を中心に出されるようになり、ついに1883年（明治16年）文部省は体操伝習所に対し剣術や柔術の教育に対する利害適否を調査するよう通達した。
そこで行われた剣術、柔術への、実施、医学的検討、視察、調査の結果として、翌1884年（明治17年）10月、体操伝習所は次のように答申した（体操伝習所答申）。
二術（剣術、柔術）の利とする方
1. 身體の発育を助く。
2. 長く體動に堪ふる力量を得しむ。
3. 精神を壮快にし志氣を作興す。
4. 柔惰の風恣を去りて剛壮の姿格を収めしむ。
5. 不慮の危難に際して護身の基を得しむ。

害若くは不便とする方
1. 身體の発育往々平均均一を失はん。
2. 實習の際多少の危険あり。
3. 身體の運動適度を得しむること難く強壮者脆弱者共に過剰に失し易し。
4. 精神激し易く輙もすれば粗暴の氣風を養ふべく。
5. 争闘の念志を盛にし徒らに勝を制せんとの風を成しやすし。
6. 競進に似て却て非なる勝負の心を養ひがちなり。
7. 演習上毎人に監督を要し一級全體一斉に授けがたし。
8. 教場の坪数を要すること甚大なり。
9. 柔術の演習は単に稽古着を要するのみなれども剣術は更に稽古道具を要し、且つ常に其衣類及道具を清潔に保つこと生徒の業には容易ならず。

その理由から
1. 学校体育の正課として採用することは不適当なり。
2. 慣習上行われ易き所あるを以て彼の正課の体操を怠り専ら心育のみに偏するが如き所に之れを施さば其利を収むることを得べし。

とされ、武術の正課（体操教材）化はならなかった。

#### 柔道一班並二其ノ教育上ノ価値
体操伝習所答申の5年後にあたる1889年（明治22年）、当時29歳であった嘉納治五郎は大日本教育会の依頼により、文部大臣の榎本武揚や在日イタリア公使らの出席を仰ぎ、「柔道一班並ニ其ノ教育上ノ価値」と題して講演を行った。
講演「柔道一班並ニ其教育上ノ価値」は、1884年の体操伝習所答申に沿う形で、害若しくは不便とする方として挙げられた条件を一つ一つクリアしていく形で構成されている。
そこでは講道館柔道を従来の（古流）柔術から更に進めた柔道勝負法（柔道護身法とも言う）、柔道体育法（柔道練体法、柔道鍛錬法とも言う）、柔道修心法の分類により、修行目的、効用、修行方法を分けて考えた上で構成された。講道館柔道では「体育、勝負（武術の真剣勝負の方法）、修心の三つの目的を持っておりまして、これを修行致しますれば体育も出来勝負の方法の練習も出来、一種の智育徳育も出来る都合になっております。」と述べて、柔道の目的として体育と勝負と修心の三つを挙げ智徳体を学べる、と説いた。
講道館柔道の独自性・理論的大系・教育界における影響力は、この嘉納の講演「柔道一班並ニ其教育上ノ価値」によって公に知るところとなり、武術改め武道の教育の場における正規採用に大きな影響を与えていくことになる。

#### 乱取りと形の両立
「柔道一班並ニ其ノ教育上ノ価値」において、柔道体育法の効用は乱取りと形の両立で説かれる。
乱取りにおいては「身体の強化」や、実践者が「興味・面白み」を得られるという点、「主体性の育成」の点から価値を説く。
形においては、学校体育の主目的たる「身体の調和的発達」の観点、「乱取」を補完するものとして必要性を強調し、老若男女が実施可能なものとしてしつらえ、「大衆性」や「生涯性」を備えた体育法として位置づけた。
体育法における乱取りと形に嘉納は工夫をこらすことになる。
従来の乱取りは体育としての利点がある反面、初学の者が方法を誤ると運動が過激になり過ぎ危険を生じることも懸念される。そのため嘉納は、子どもの発達段階と技の難易度を考慮した乱取技の指導順序を示して、学校柔道に適した段階的指導の方法を整備していく。
また柔道における形はその目的から、それぞれ乱取りの形（投げの形、固めの形）、体操の形（柔の形、剛柔の形）、真剣勝負の形（極の形、講道館護身術、女子柔道護身法）、古式の形など目的用途ごとに分けられるが、嘉納は「柔道一班並ニ其ノ教育上ノ価値」において柔道体育法の目的に沿うものとして、その中から体操の形として体育法の形第一種（剛柔の形）、体育法の形第二種（柔の形）を挙げる。昭和期に入るとさらに改良を加えた「精力善用国民体育（の形）」を嘉納は考案し、学校柔道において「形」から「乱取」へという教習課程を確立していくことになる。
また嘉納は「柔道一班並ニ其ノ教育上ノ価値」において柔道体育法として乱捕を体操に用いる際に怪我がないために、また道場を離れた日常においても車から転げ落ちたり梯子を踏み外したり他人から害を加えられかかったりしたとき危険を避けることの出来る利益のあることとして、危険を避ける方法として種々の受身の方法論と重要性を説明している。
このような嘉納による学校柔道における教授内容・方法を整備・確立するための工夫の過程に共通する視点は、「易しいものから難しいものへ」ということである。それは、初学の者を対象とする学校柔道における段階的指導の観点の一環として捉えることができる。

#### 強・健・用 理想的体育
嘉納は柔道の体育法の目的・優位性・効用として、「強・健・用」（強化・調和的発達・実用性）を挙げる。
1930年（昭和5年）嘉納は「理想的体育」として次の条件・内容を述べている。
1. 筋肉としても、内臓としても、身体を円満均斉に発達せしめて、なるべく危険の伴わないこと。
2. 運動はいちいち意味を有し、したがって熟練がこれに伴い、かつ其の熟練が人生に用をなすものであること。
3. 単独でも団体にても出来、老若男女の区別なく実行し得らるること。
4. 広い場所を要せず、なるべく簡単なる設備で行い得られ、服装のごときも平素のままで行い得らるること。
5. 時間を定めて行うも、随時零砕の時間を利用して行うも、人々の境遇上および便宜上自由になし得ること。

また柔道修行における必要な医学・生理学的根拠を学ぶ方法・場としては柔道の修行法の一つ「講義」を設け、それによって補完する必要のあることを嘉納は述べる。

#### 柔道修行における強度の違い
柔道修行におけるその強度の違い、真剣勝負（武術）、競技、教育目的の体育、はその修行方法、修行者を考慮して行われるべきものである。
武術としての真剣勝負の柔道勝負法の修行は、「柔道勝負法とは、人を殺そうと思えば殺すことが出来、傷めようと思えば傷めることが出来、捕えようと思えば捕えることが出来る。又相手がその様なことを仕掛けてきた時、自分は能く之を防ぐことの出来る術の練習である。要約すると肉体上で人を制し、かつ人に制せられない術といえよう。」と嘉納は説明するものであり、急所への当身技、武器術を含む柔道の勝負法の修行方法は「たやすいものではない」と嘉納は述べる。
またチャンピオンシップにもとづいた競技中心の柔道においては「強い選手を育てること」に主眼が置かれる「強者のための柔道」であり、そこには弱者に対する配慮はほとんど行われない可能性があるという指摘がある。その一方で教育として行われるべき学校柔道は初学の者を対象としており、競技として行うことはできない「弱者」（例えば、子どもたち）に適した指導がなされるべきである。各々の柔道の修行目的、修行方法を見極める必要がある。

### 教育・精神修養・応用としての柔道（修心法）
講道館柔道の創始者嘉納治五郎は、1889年の「柔道一班並ニ其ノ教育上ノ価値」講演において、柔道の三つの目的「柔道勝負法」「柔道体育法」「柔道修心法」のうち、「柔道修心法」について主に3つの効用を挙げる。
1. 徳目の涵養
2. 知育
3. 勝負の理論の応用

#### 徳性を涵養する
嘉納は日本における古くからの高等教育の手段とされて来た武芸の精神を受け継ぐ柔道の修行によって、自ら「自国を重んじ」「自国の事物を愛し」「気風を高尚にし」「勇壮活発な性質」などの徳性を涵養することが出来るとする。また、礼に始まり礼に終わる柔道の修行は正しい礼儀作法を身に付け、かつ、自主、沈着、真摯、勇気、公正、謙譲等の諸徳目を涵養することが出来るとする。しかし、これらの徳性の涵養は、柔道の修行の固有の性質から自然に涵養することのできるものと、柔道に関係ある総ての外囲の事柄を利用して、特に徳育上の教育を施してその目的を達するものとがあり指導上留意する必要があるとした。前者は柔道修行のうち「乱取り」「形」から学び、後者は柔道修行の「講義」と「問答」の修行によって学ぶ必要性がある。
嘉納の述べる柔道修行から学べる徳目の例を具体的に挙げると次のようになる。
- 気風が高尚であること
- 驕奢の風を嫌うこと
- 正義を重んずること
- 道のためには艱苦をいとわず、容易に身命をなげうつ覚悟があること
- 公正なること
- 礼儀を守ること
- 信実なること
- 身体を大切にすること
- 有害な情を制止すること
- 艱苦に耐える習慣を養うこと
- 耐忍の力を強くすること
- 勇気を富ませること
- 教えを受けることと自ら考究することの関係を知らせること
- 準備すること
- その他である。

#### 智力を練る
嘉納は柔道の修行、柔道修心法を通じて会得を目指す智力について多くある中で一部分として主に次のように挙げる。
「観察」、「注意」、「記憶」、「推理」、「試験」、「想像」、「分類」、「言語」、「大量（新しい思想を嫌わず容れる性質と種々さまざまなことを同時に考えて混淆せしめぬように纏める力の2つ）」、「その他」となる。

#### 勝負の理論を世の百般に応用する
嘉納は柔道の修行について、勝負道の追求でもあり、勝負に勝つことが重要な目標になるともする。その勝負に勝つための理論は、単に勝負のみでなく、世の政治、経済、教育その他一切の事にも応用できる物であるとする。その応用の部分は修心法の中でも随分面白くもあり有益であると嘉納は説く。嘉納の挙げる勝負の理論の応用の例について要約すると次のようになる。
自他の関係を見ること 迅速な判断 先を取れ（先の先、先、後の先） 熟慮断行 先を取られた時のなすべき手段 我を安きに置き、相手を危うきに置くこと 止まることを知ること 制御術 その他 等である。また、練習の必要 駆け引き 彼我の接触 眼の着けどころ おのれを捨てること 注意、観察、工夫 最善を尽くす 進退の仕方 あらゆる機会を利用する 格外の力に応じる時の心得 業に掛った時の心得なども嘉納の発言・著作から窺い知ることが出来る。
嘉納はこれらの教えは、単に柔道勝負の修行のみでなく、総て社会で事をなす上で大きな利益の有るものであるとした。
最後に最も肝要なる心得の一つとして「勝ってその勝ちに驕ることなく、負けてその負けに屈することなく、安きに在って油断することなく、危うきにあって恐るることなく、唯々一筋の道を踏み行け」の教えを強調して、いかなる場合においても、その場合において最善の手段を尽くせということを嘉納は強調する。

#### 残心
残心（ざんしん）とは日本の武術、武道および芸道において用いられる言葉であり、武術、武道としての柔道における残心は、「相手を投げた後、相手の反撃に備える態度と心構え」 等、技を決めた後も心身ともに油断をしないことを言う。たとえ相手が完全に戦闘力を失ったかのように見えてもそれは擬態である可能性もあり、油断した隙を突いて反撃が来ることが有り得る。それを防ぎ、完全なる勝利へと導くのが残心である。
投げ技で崩れず態勢を保つ、立技から寝技へのスムーズな移行、相手の当身を意識する、当て身を含む形の技法においてはとどめの当て身を入れる動作をする等も柔道における残心となる。なお、柔道の投げ技には捨て身技も含まれており、寝技の攻防技法も含まれ、形の技法の中には居取り技も含まれるため、常に立ち姿勢で残心を取る訳ではないことを留意する必要もある。
講道館柔道の母体の一つになっている天神真楊流においては、技を行う前の心構えとして「前心」、技の挙動中の心の動きとして「通心」、挙動を終わって我が目を相手に注ぐこととして「残心」を説き、前心、通心、残心まで気を抜いてはいけないことを説いている。
また、残心は、茶道や日本舞踊など日本の芸道にも用いられるように、柔道における礼法にも通じる。何があっても興奮せず、油断せず、ゆとりを持ちながら周りを意識し、感情を抑えて冷静な態度・平常心を保ち、謙虚に勝敗を受けとめ、相手の気持ちを考えることができる。実戦から生まれたこのコンセプトは、確実なことがないという覚悟と同時に、倒した敵に対する懺悔と敬意を表す。
安全面において：全日本柔道連盟主催の安全指導講習において、体育としての指導、初心者指導における柔道の「受け身」を指導する際、安全に受け身が取れるために、安全面でのキーワードとして
1. 危険な時は自ら倒れる「潔さ」
2. 相手を投げる時は倒れない「残身（心）」
3. 互いの柔道衣を引っ張り合ってバランスを保つ「命綱」

の大切さを強調している。

### 娯楽や美育、幅広い目的の柔道（慰心法）
嘉納治五郎は1889年（明治22年）に大日本教育会において文部大臣らを招き、「柔道一班並ニ其教育上ノ価値」と題した講演を行い、柔道の目的として体育、勝負、修心を挙げて、「此學科ヲ全國ノ教育ノ科目ノ中ニ入レマシタナラバ目下教育上ノ缺点ヲ補フコトノ出来ル」と述べ、全国の教育機関、とりわけ中学校への採用と国民への普及を主張していく。
こうした嘉納の活動や剣道界の尽力により、1911年（明治44年）に撃剣・柔術が体操科に採用され、柔道は日本の旧制中学校における正科になる。その後、嘉納は柔道の目的として慰心法を含めて発表し、さらに新しい要素（運動の楽しさ、乱取、試合、そして形を見る楽しみ、芸術形式としての形による美育を含む）を柔道に付け加え柔道における幅広い目的を主張していく。
嘉納は当時国内において採用されていた西洋式の普通体操に面白みが無く学校卒業後に長く続けられないことに関する当時の教育家からの不満と、柔道の様々な利益、逆に競技運動は面白く長く続けられるという社会的背景から慰心法の新しい発想を生み出した。
1913年（大正2年）、嘉納は「柔道概説」に「柔道は柔の理を応用して対手を制御する術を練習し、又其理論を講究するものにして、身体を鍛錬することよりいふときは体育法となり、精神を修養することよりいふときは修心法となり、娯楽を享受することよりいふときは慰心法となり、攻撃防禦の方法を練習することよりいふときは勝負法となる」と記し、柔道は「柔の理を原理とし、身体鍛錬には体育法、精神修養には修心法、娯楽には「慰心法」、そして攻撃防御の習得には勝負法となる」と説いた。
「慰心法」の内容は「慰心法とは柔道を娯楽として修行する場合をいふ。眼の色を楽み耳の音を楽むが如く、筋肉も亦運動して快楽を感ずるものにして、人が他の人と筋肉を使用して勝負を決する如きは更に大なる快楽のこれに伴ふこと論を侯たざるなり、且自ら其の快楽を感ずるのみならず其勝負の仕方、業の巧拙等を味ひてこれを楽み得る素養ある人は、他人の勝負を見ても快樂を感ずるはまた當然のことなり。殊に名人の試合及起倒流扱心流の形、講道館五の形、柔の形の如きものに至りては、眞に勝負の形たる性質を離れ自ら美的情操を起さしむるものにして、其の見る者に快楽を感ぜしむるや大なり。かく單純なる筋肉の快楽より高尚なる美的情操に至るまで快楽を得るを目的として修行するは、これを慰心法として柔道を修行すといふ」と述べ、
1. 運動や勝負の楽しみ
2. 他人の勝負や技の巧拙を見る楽しみ
3. 他人の形を見る楽しみ

などを例に挙げた。
また、修行に際しては「柔道はかく四様の着眼点より修行するを得るものなれど、實際に於てはこれを兼ね修むるを得策とす・・・（中略）・・・慰心法として修むるときも亦同様にして、実益の伴はざる娯楽は人事多端の世に於て多くこれを貧ることを得ざるものなれど、種々の實益を伴ふ柔道の娯楽は、これを享くること多きも益を得ることありて毫も其弊を見ず」と述べ、慰心法以外の目的を兼ねて練習を行うことで楽しみながらも体育や勝負、修心上の利益を得ることが出来ると主張した。
しかしその後、嘉納の言説の中から「慰心法」の名称は見られなくなり、再び「体育法」「勝負法」「修心法」を中心としたものになっていく。それでも1915年3月の「立功の基礎と柔道の修行」の中に見られるように体育法としては
1. 運動の種類が多く老若男女に適する
2. 多目的で興味が尽きない
3. 実生活に役立つ

といった3つの利点を挙げた。
嘉納は1について「柔道は他の運動に比して最も多くの目的を有し、従って先から先へと尽きぬ興味がある。一体育そのものより外に目的のない運動やその目的の明かでない運動は、興味を感じないものである。興味のない運動は、人に持績して行はせることも出来ず、熱心に練習させることも出来ず、体育の方法として価値の少ないものである。然るに柔道は身体を強健にする外に、己を護り人に勝つことを目的とし、五體を自由自在に動作させることを目的とし、精神の摩礪を目的として居る為に、競争の興味、業の熟練の興味、人格向上の興味、美的感情の養成、その他言ひ蓋せぬ程多様の興味を喚起し知らず識らずの間に体育上の功果を収めることが出来る」と述べ、競技の楽しさを魅力の1つに挙げている。このように「慰心法」の名称は消失するが、その内容は柔道奨励の一手段として位置づけられていく。
しかし明治後期から対校試合の隆盛と共に試合に対する学生の関心は高まる一方で、学生間の紛擾や学校間の対立などが生じることになる。やがて大正後期になると高等専門学校柔道大会が活況を呈し、学生が母校の名誉のために過熱し、様々な弊害が現れてくることになる。それらに対し、嘉納は慰心法に代わり、状況の改善策を講じ、柔道を本来のあり方へ戻そうと腐心していくことになる。
時代は下り第二次大戦後には軍事的色彩強しとして一時禁止されていた柔道であったが、1949年（昭和24年）には全日本柔道連盟が結成され、翌1950年（昭和25年）には学校柔道も解禁される。
講道館の三代目館長となった嘉納履正は著書『伸び行く柔道一戦後八年の歩み一』において「スポーツとしての柔道」と題し「快適なスポーツとして柔道の練習方法を考へる場合、必ずしも鍛錬主義が全面的によいとは言へず、 教育的な見地からその対照によっては再考すべき点もあるであらう。講道館柔道を一部では、旧弊な非スポーツ的なものであるといふ様な誤解もあるが、遠く明治四十三年に嘉納治五郎の書いた柔道の説明の内に、 柔道は・・・（中略） ・・- 娯楽を享受する事より云ふ時は慰心法となり・・・（中略）・・・とある様に娯楽としての柔道の面も唱ってゐるので、決して講道館柔道は単なる武道的な厳しい面を強調するものでなく、心を慰むるものとして、則ちスポーツの字義通りの内容をも具備するものである」と述べ、これまでの柔道は勝負や精神面が強調され過ぎたが、娯楽の意義も今後大切であると説いている。柔道「慰心法」の存在と意義を再認識する時ともいえる。

## 礼法
講道館は柔道礼法のその趣旨と動作について「試合における礼法」として、1967年（昭和42年）3月15日、以下のように発表している。

### 趣旨
礼は、人と交わるに当たり、まずその人格を尊重し、これに敬意を表することに発し、人と人との交際をととのえ、社会秩序を保つ道であり、礼法は、この精神をあらわす作法である。精力善用・自他共栄の道を学ぶ柔道人は、内に礼の精神を深め、外に礼法を正しく守ることが肝要である。

### 敬礼
1.立礼（りつれい）
立礼は、まずその方に正対して直立の姿勢を取り、次いで上体を自然に前に曲げ（約30度）、両手の指先が膝頭の上・握り拳約一握りくらいのところまで体に沿わせて滑りおろし、敬意を表する。この動作ののち、おもむろに上体をおこし、元の姿勢にかえる。この立礼を始めてから終わるまでの時間は、平常呼吸において大体一呼吸（約4秒）である。直立（気をつけ）の姿勢は、両踵をつけ、足先をやく60度に開き、膝を軽く伸ばして直立し、頭を正しく保ち、口を閉じ、眼は正面の目の高さを直視し、両腕を自然に垂れ、指は軽く揃えて伸ばし体側につける。
2.坐礼（ざれい）
1)正坐（せいざ）のしかた
正座するには、直立の姿勢から、まず左足を一足長半引いて（爪立てておく）、体を大体垂直に保ったまま、左膝を左足先があった位置におろす。次いで、右足を同様にひいて爪立てたまま左膝をおろす（この場合、両膝の間隔は大体握り拳二握りとする）。次いで、両足の爪先を伸ばし、両足の親指と親指を重ねて臀部をおろし体をまっすぐに保ってすわる。この場合、両手は、両大腿の付け根に引きつけて指先をやや内側に向けておく。
2)坐礼
坐礼は、まずその方に向かって正坐し、次いで、両ひじを開く事なく両手を両膝の前握り拳約二握りのところにその人差し指と人差し指とが約6 cmの間隔で自然に向き合うようにおき、前額が両手の上約30 cmの距離に至る程度に上体を静かに曲げて敬意を表する。この動作ののち、静かに上体を起こし、元の姿勢に復する。上体を前に曲げるとき、臀部が上がらないように留意する。
3.正坐からの立ちかた
立ち上がるには、まず上体を起こして両足先を爪立て、次いで坐るときと反対に、右膝を立て右足を右膝頭の位置に進め、次いで右足に体重を移して立ち上がり、左足を右足に揃えて直立の姿勢に復する。
戦前に文部省が制定した「昭和の国民禮法」では、「坐った姿勢」として「両足の拇指を重ね、男子は膝頭を三四寸位離し、女子はなるべくつけ」と示されている。柔道においては、女子柔道という言葉が存在しており、男性のそれとは異なる部分があるという認識が持たれている。礼法においても正坐の膝頭の位置に関して、以下の指摘が見られる。伊藤四男は『女子柔道・護身術』で「膝は握り拳が一つ入るくらいに開く」、乗富政子は『女子柔道教本』で「両膝の間隔は4～5 cm位」、柳沢久、山口香は『基本レッスン女子柔道』で「正座した際に両膝をそろえる」 とし、講道館の”両膝の間隔は大体握り拳二握りとする”より狭い。
また、坐る時の”左足から坐って右足から立つ”「左坐右起」の方法は、1943（昭和18）年に講道館と大日本武徳会との間で礼法の統一がなされた時に採用されたものである。講道館ではそれまで『柔道修行者礼法』に示されるように「右坐左起」の方法がとられていた。

## 柔道における「柔の理」の背景・意味
講道館柔道は、戦国時代から江戸時代にかけて興り隆盛を極めた古流柔術を母体とするものであり、講道館柔道の「柔」の名称も、柔術から採ったものである。柔術の名称由来については明確な詳細は定かではないとされるが、通説では「三略」の文中、「柔能制剛」の「柔」を意味するといわれている。柔術から発展した柔道の術技も多くは柔の理と言えるとされる。
講道館の草創時代、勝負の理論は古来の教えを受け継いだ傾向が強く、柔の理に総括されていた。
嘉納治五郎は「柔の理とは全て相手の力に順応してその力を利用し勝ちを制する理合である」とし、「柔の理は全ての柔道の勝負に通じ働いている大切な原理である」とも説いている。
柔道の基になった起倒流や関口流や楊心流など古流柔術の主要な流派の伝書類において散見される「柔」という語には「柔・剛などの相対する気が和合し、どちらにも偏りのない、安定、円満な状態」を意味しているという点において、実際に『三略』やそれに影響を与えたとされる『老子』の「柔の思想」との共通性を認めることが出来るとされる。

### 『易経』における柔
中国古典に於いて、柔と剛を初めて唱えたのは『易経』であるとされる。「天は尊く地は卑くして乾坤定まる。動静常有り、剛柔断る。是故剛柔相摩し、八卦うごかす」と記され、自然界は陰と陽、柔と剛の対立と転化により成り立つと述べられている。よって柔は剛を兼ねて初めて柔徳を発揮するという、柔剛兼備の「柔」であった。

### 『老子』における柔
『三略』に影響を与えたと言われる『老子』において「柔の思想」は、
「天下の至柔は、天下の至堅を馳騁し、無有は無間に入る」
「小を見るを明と曰い、柔を守るを強と曰う」
「人の生くるや柔弱、其の死するや堅強。万物草木の生くるや柔脆、其の死するや枯槁。故に、堅強なる者は死の徒。柔弱なる者は生の徒。是を以て、兵強からば則ち勝たず、木強からば則ち共さる。強大は下に処り、柔強は上に処る。」
「天下に水より柔弱なるは莫し。而も堅強をせ攻むる者、之に能く勝る莫きは、其の以て之を易うる無きを以てなり。弱の強に勝ち、柔の剛に勝つは、天下、知らざるを莫くして、能く行う莫し。」
などに見られるように、老子はたびたび水をひきあいに出し水の「流動性、順応性、変幻自在な動き」が、堅強を崩せる要素であると指摘している。
また「「道」は万物を生み出すのみならず、すべてを受け入れる。「道」の形容詞が「柔」（或いは弱）とすれば、「剛、強、堅」などの形を成すものは全て「柔」から生まれて「柔」に帰ることになる。「柔」は全ての物を包含するのである」 と解釈もされる。

### 『三略』における柔
中国の兵法書である『三略』においては、「柔能く剛を制し、弱能く強を制す。柔は徳なり剛は賊なり、弱は人の助くるところ、強は怨の攻むるところ。柔も設くるところあり、剛も施すところあり。弱も用うるところ有り、強も加うるところ有り。此の四者を兼ね、而して其の宜しきを制す。」と記され、「柔」は他者を包み育む徳により剛を制せるとしながらも、兵法論としては柔弱のみではなく、柔剛強弱を兼備して変幻自在に対処せよと述べている。
中国古典に於ける「柔」とは、もともと自然界の法則に基づく、剛を含んだ絶対の「柔」であった。一方老子や三略の「柔能制剛」所の「柔」は、水の性質である。「流動性、順応性、変幻自在な動き」をいったものであり、また争わざる徳も意味していた。

### 古流柔術における柔の理
古流柔術の伝書においては、柔の理はしばしば歌などに託されたりして抽象的に表現されている。
例えば楊心流では「降るを見れば積もらぬさきに打ち払え、風ある松に雪折れはなし」「乗り得ては波に揺らるる蜑小舟、ただ浦々の風にまかせて」といい、起倒流では「我が力をすて敵の力をもって勝つ」と説き、天神真楊流では「身体をして心の欲するところに従順ならしむ」と説いている。
正徳年間（1711-1715年）に記された日夏繁高による『本朝武芸小伝』においては「柔にして敵と争わず。しばしば勝たむ事を求めず。虚静を要とし、物をとがめず、物にふれ動かず、事あれば沈みて浮かばず、沈を感じると云ふ」とされている。
また「敵の動きに先立つ気を読み、気のコントロールによって敵と力を合わせず、敵の気の外れの虚をついて制する」という様な、力の衝突のない滑らかな動き様を形容した言葉であり、さちに本体そのものが現す安定感や無形さを形容した言葉であると考えられた。従って「柔能制剛」とは、「気を扱う者が、力の勝負をする者に勝つ」という意味となるとされる。
これらの古流柔術における「柔の理」は、嘉納の言う「柔の理とは、相手が力を用いて攻撃し来る場合我はこれに反抗せず、柔に対手の力に順応して動作し、これを利用して勝ちを制する理合」と合致するとされる。

## 「柔の理」から「精力善用」「自他共栄」への発展
講道館の草創時代、勝負の理論は古来の教えを受け継いだ傾向が強く、柔の理に総括されていた。しかし柔の理をもって柔術や柔道の根本原理を考えていた嘉納も、攻撃防御の実際において、柔の理以外で説明しなくてはならない多くの事例にぶつかることになる。曰く、
「たとえば立って居る処を他人が後ろから抱きついたと仮定せよ。此の時厳格なる柔の理では逃れることは出来ぬ。対手の力に順応して動作する途はない。本当に抱きしめられる前ならば体を低く下げて外す仕方もあるけれども一旦抱きしめられた以上はその力に反抗して外すより別に仕方はない。」
「要するに反対すれば力が少ないから負けるが、順応して退けば向こうの体が崩れて力が減ずるから勝てる。柔能く剛を制すという理屈になる。ところが深く考えてみると、いつでも柔能制剛の理屈では説明は出来ない。（中略）勝負の時には相手を蹴るということがある。この場合は柔能く剛を制するとはいえない。これは積極的にある方向に力を働かせて向こうの急所を蹴って相手を殺すとか傷つけるとかいうことになる。ある手で突くのも同様である。刀で斬るのも同様である。棒で突くのも同様である。これも柔能く剛を制するということではない。こう考えてみると、柔術という名称は攻撃防御の方法のただある場合を名状した呼称である。」
つまり、「相手の力を利用して相手を制する」という「柔の理・柔能く剛を制す」だけでは全ての場面を説明できず、いわば状況に応じた臨機応変な「主体的・積極的な力の発揮」も必要であることから、加えて攻撃防御の際の精神上の働きから考えてみても、単に柔の理の応用だけでは困難であると感じた嘉納は明治30年代に至って柔の理のみに依らぬ柔道を解説するようになる。
「勝負においてはいかなる場合でも精神を込め最上の手段を尽くすべきである。いかなる技でもまず目標を立て投げる、固める、当てるという目的を遂げるためには己の精神力、身体の力を最も効果的に働かせる必要がある。心身の力、すなわち精力を最善に活用することである。今日精力善用と言っているがこれが柔道の技術原理である。」と言っている。嘉納はより普遍的な「力の用い方」を再定義した結果、「心身の力を最も有効に活用する」とした。
そして心身の力を精力の二文字に詰め、「精力最有効使用」「精力最善活用」などと表現されて、「精力善用」へと至る。
嘉納は柔道の意味を単に心身の力を有効に攻撃防御勝負に使うだけでなく、更に広く人間万事の事柄に応用、心身の力を最も有効に発揮する道のあるところにも柔道の名称を用いるようになる。精神と身体の力を合理的に活用させそれを日常生活に応用させることが精力善用としたのである。
またそれまでも1889年の「教育上ノ価値」の講演において嘉納が示した「勝負の理論を世の百般の事に応用する」の中の「自他の関係を見るべし」に見られていたような柔の理における融和の原理から「自他共栄」の理論の確立に至る。
嘉納は1922年（大正11年）の「講道館文化会」創立にあたり、その綱領において「精力善用」「自他共栄」を発表する。
1. 精力の最善活用は自己完成の要決なり。
2. 自己完成は他の完成を助くることによって成就す。
3. 自他完成は人類共栄の基なり。

「精力善用」「自他共栄」の二大原理が、単なる攻撃防御の方法の原理ということから、人間のあらゆる行為の原理へと、大きく拡大したことによって、柔道の意味内容も大きく拡大することになる。
ここに至り、精力最善活用によって自己を完成し（個人の原理）、この個人の完成が直ちに他の完成を助け、自体一体となって共栄する自他共栄（社会の原理）によって人類の幸福を求めたのである。